# Старый Порос
Старый Порос — село в Мошковском районе Новосибирской области. Входит в состав Дубровинского сельсовета. 

## География
Площадь села — 57 гектаров.

## Население
| 2002 | 2007 | 2010 |
| ---- | ---- | ---- |
| 119  | ↗126 | ↘122 |

## Инфраструктура
В селе по данным на 2007 год отсутствует социальная инфраструктура.